# لامپرتسلخ
لامپرتسلخ (به فرانسوی: Lampertsloch) یک کمون در فرانسه با جمعیت ۷۰۹ نفر است که در Canton of Wœrth واقع شده‌است.